# Dicotylichthys punctulatus
Dicotylichthys punctulatus és una espècie de peix de la família dels diodòntids i de l'ordre dels tetraodontiformes.

## Morfologia
- Els mascles poden assolir 40 cm de longitud total.[2][3]

## Alimentació
Menja invertebrats de closca dura.

## Hàbitat
És un peix marí, de clima subtropical i associat als esculls de corall que viu fins als 50 m de fondària.

## Distribució geogràfica
Es troba a Austràlia.